# Азиева мечеть
Азиева (Ази, Азиевская, Гази, Газиева) мечеть — историческая мечеть в Уфимской губернии, которая располагалась у реки Берсувань (Берсианка), возле горы Кургаул (Чесноковская гора) — ныне территория города Уфы (Кировский район). По этой местности проходила граница между территориями Уфимской крепости и башкирскими вотчинными землями. На Берсувани уфимские чиновники торжественно встречали и иностранных дипломатов и торговцев, которые прибывали в Россию со стороны Средней Азии и Казахстана. Была разрушена в конце 1735 года или в начале 1736 года, в ходе подавления башкирских восстаний, отрядами И. К. Кирилова при участии драгунского Вологодского полка.

## История
Точное время основания каменной мечети неизвестна. Мечеть была воздвигнута приблизительно в XIII—XIV веках, основание святилища связывают с деятельностью «первого имама Башкирии» Хусейн-бека. Согласно башкирскому эпическому сказанию «Последний из Сартаева рода» (баш. «Һуңғы Һартай»), Джалык-бий который возглавил в 1391 году борьбу башкир против войск Хромого Тимура, молился у мавзолея Хусейн-бека и в Газиевой мечети.
В мечети проходили всебашкирские народные собрания (йыйыны), которые являлись высшей властью во внутреннем самоуправлении башкир. На этих съездах принимались важнейшие решения, которые в дальнейшем определяли будущее края. На собраниях представители башкирских родов согласовывали общие действия всех родов, вырабатывали единые позиции в отношении тех или иных мероприятий царского правительства, принимали решения о начале или завершении войны или восстания, выбирали руководителей войск военных подразделений. Также на этих йыйынах приглашали и смещали ханов, которых здесь считали лишь как необходимых во время восстания или войны военачальников. Принятые на съезде решения было обязательным для всех башкир, его утверждение производилось в форме клятвы на Коране при обязательном участии мусульманских религиозных деятелей. После принятия указов от 11 февраля 1736 года, разрешалось проводить йыйыны только один раз в год у реки Ламьян (ныне Гафурийский район Республики Башкортостан) при обязательном присутствии представителей властей, организаторы должны были согласовать список вопросов для созыва съезда и получить разрешение уфимского воеводы на его проведение. Позднее йыйыны были запрещены.
4 октября 1704 года прибыльщики Жихарев и Дохов на всебашкирском собрании объявили башкирам о введении в крае 72 новых податей и налогов, которая стала причиной начала восстания 1704—1711 годов. Согласно Ахметзаки Валиди, башкиры у Берсувани собрались на курултай, куда также прибыли Алдар тархан с 750 башкирами, сын Сеита батыра, убежавший в 1707 году к киргизам, с 500 киргизами. На съезде было принято решение напасть на Уфу.
По поводу деятельности Оренбургской экспедиции в декабре 1734 года в здании Азиевой мечети был созван башкирский съезд, одним из инициаторов его созыва был абыз Кильмяк Нурушев. На съезде было принято решение поднять восстание, по словам А. И. Добросмыслова, башкиры «пришли к заключению, что с постройкой города и крепости на устье Ори, Башкирия постепенно будет окружена с восточной стороны и, таким образом, навсегда войдёт в состав России, а, кроме того, не будет никакой возможности возвратить от киргиз те земли (северные части нынешней Тургайской области), которые они отняли у них не более четверти века тому назад».
Историк Н. А. Фирсов в своём труде «Инородческое население прежнего Казанского царства в новой России до 1762 года и колонизация закамских земель» об этих событиях написал так: «..Токчура, живя в Петербурге, он узнал, что Русские хотят овладеть всеми башкирскими землями и для того хотят построить город на р. Ори. Кильмяк абыз немедленно стал действовать в смысле этого послания. Явилось не мало людей, разделявших выраженные в нём опасения и готовых вооружённою рукою действовать против Русских. Башкирские старшины Бепеня Сюянгулов, Сейтбай Ераткулов, Рысанбай Гимбетев, Кусанбай батыр и Амин, беглец из Казанскаго уезда, явились первыми и главными сообщниками Кильмяка. Азиевa мечеть на Ногайской дороге служила местом, где составлялся первоначально план восстания против Русских. Здесь наконец положено было открыть это восстание в 1735 году нападением на команду во время её движения к р. Ори, чтобы чрез то не допустить Русских до построения там города».
Историк С. М. Соловьёв в своём труде «История России с древнейших времен» называет Азиеву мечеть первой в Башкирии, а также пишет что начальник Оренбургской экспедиции И. К. Кирилов сообщал царскому правительству, что в этой мечети мусульманские религиозные деятели «утверждают и распространяют закон свой и обрезывают не токмо чуваш и мордву, но и русских беглых». В документе от 16 декабря 1735 года, именуемое как «Рассуждение, представленное И. К Кириловым и А. И. Румянцевым в Кабинет, об управлении населением Уфимского уезда после окончания башкирского восстания» содержится упоминание об Азиевой мечети: «А явное есть ко всякому злу подозрение на них и на мулл, и абызов, таких же пришельцов, кои в-первых, утверждают и разпространяют закон свой и обрезывают не токмо чюваш и мордву, но и руских беглых, как о том заподлинно слышал, в Азиевой и Кильмяковой мечете, и умножили самовольно мечетей и школ сколько никогда не бывало, потому что в первыя годы не смели ничего того делать. Не повелено ль будет ныне по одному ахуну на дорогу оставить, которыя б чинили особую присягу, дабы им о всяких худых поступках объявлять и не таить, и никого из других вер в свой закон не приводить, и не обрезывать, без указов мечетей и школ вновь не строить, и которой ахун умрет, то на их места с челобитья, усматривая верности, определять, а не самим башкирцом ставить». Данный документ даёт основания полагать что Азиева мечеть также являлась местом распространения ислама среди чувашского, мордовского, русского и другого населения Башкортостана.
В конце 1735 года или в начале 1736 года, в ходе подавления башкирских восстаний, Азиева мечеть была разрушена отрядами И. К. Кирилова при участии драгунского Вологодского полка. Историк В. Н. Витевский пишет что Азиевская мечеть «во все бунты служила совещательным местом башкир» и весной 1736 года мечеть была разрушена карательными отрядами И. К. Кирилова во время подавления восстания.
В документе от 20 мая 1736 года под названием "Доношение И. К. Кирилова в Кабинет о действиях его отряда «в пределах Ногайской дороги»: «Е.и.в., самодержице всероссийской всеподданейшее в Кабинет доношение. После всеподданейшаго доношения марта от 11-го, дождався драгунского Вологодского полку и, сколько было возможно за краткостию времени, исправясь, на Нагайскую дорогу для искоренения воров башкирцов вышел того ж марта 24-го, где счастием в.и.в. воров башкирцов розными партиями так, как скот гнали, не имея никакого от них отпору, но одно было у них, что спасали себя, жон и детей своих, бегая в леса и в другие места. И так по рекам Белой до урочища Бубульжан, по Уршаку, по Негушу, Тору, Селеуку, где самое воровское гнездо было, около двух сот деревень, в них близ 4000 дворов раззорено и сожжено, в том числе главных воров Кильмяка, Бепеня, Рысая жилища и первая во всей Орде мечеть, называемая Азиева, в которой в прежней и нынешние бунты воры о бунтах советовали и Куран целовали. Причем воров кажнено 158, побито обоего полу близь 700 человек, живых ясырю взято и ныне в Табынску 160 человек, да роздано в Уфе 85, в ссылку из Уфы в Остзею послано в службу годных 81, да женок с малолетними детьми 34».
После подавления восстания, на месте мечети развернули свою деятельность монахи Уфимского Успенского мужского монастыря.